# Daimler-Motoren-Gesellschaft

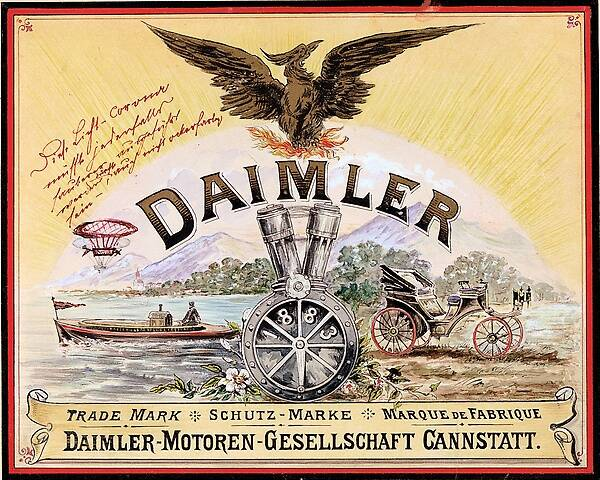
plakat reklamowy DMG z roku 1890

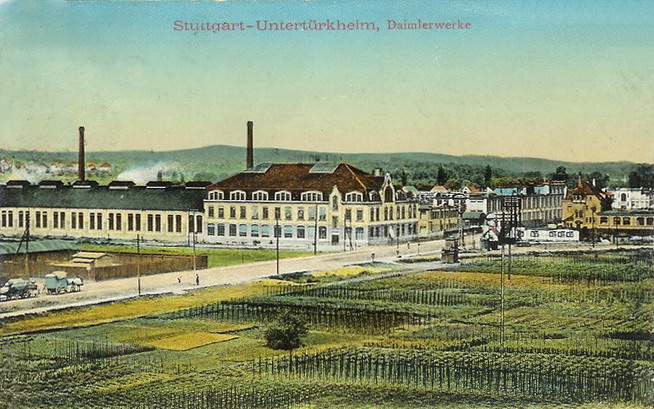
Fabryka w Untertürkheim (1911 rok)

Daimler-Motoren-Gesellschaft (w skrócie DMG) – niemieckie przedsiębiorstwo zajmujące się początkowo produkcją silników, później samochodów działającą w latach 1890-1926.
Spółka została założona przez Gottlieba Daimlera i Wilhelma Maybacha. Jej pierwszą siedzibą było miasto Cannstatt w pobliżu Stuttgartu, obecnie jego dzielnica.
Daimler zmarł w 1900 roku. Trzy lata później przedsiębiorstwo przeniosło się do dzielnicy Stuttgartu – Untertürkheim po tym jak macierzysta fabryka została strawiona przez ogień. W roku 1922 siedzibą przedsiębiorstwa stał się Berlin. Ponadto spółka posiadała fabryki Marienfelde pod Berlinem oraz w Sindelfingen.
Spółka początkowo produkowała silniki benzynowe. Po sukcesie krótkiej serii samochodów rajdowych zbudowanych w 1900 przez Wilhelma Maybacha według specyfikacji Emila Jellinka przedsiębiorstwo podjęło decyzję o wytwarzaniu automobili na dużą skalę. Silniki tych samochodów nazwano Daimler-Mercedes (na cześć córki Jellinka – Mercédès). W roku 1902 oficjalnie zarejestrowano markę Mercedes. Pierwszym samochodem Daimler-Motoren-Gesellschaft pod nową marką był Mercedes 35 PS.
Po I wojnie światowej Niemcy pogrążyły się w kryzysie gospodarczym. Przedsiębiorstwo Daimler-Motoren-Gesellschaft musiało ratować się przed upadkiem łącząc się z Benz & Cie. Tym samym powstała spółka Daimler-Benz, a dotychczasową markę samochodów Mercedes zastąpiono nazwą Mercedes-Benz. W wyniku kolejnego mariażu Daimler-Benz z amerykańską Chrysler Corporation w 1998 roku powstał koncern DaimlerChrysler. W roku 2007 Daimler sprzedał swoje udziały w DaimlerChrysler i działa jako Daimler AG.